# Varbergs GIF
Varbergs Gymnastik och Idrottsförening,  1995 ombildad till Varbergs GIF Idrottsallians, är sedan 1905 verksam i Varberg, centralorten i Varbergs kommun, Hallands län. 
Inom alliansen, som är en ideell organisation, finns för närvarande följande självständiga, juridiska föreningar: Varbergs GIF Fotbollsförening (Varbergs GIF Fotboll), Varbergs GIF Friidrottsförening (Varbergs GIF Friidrott) samt Varbergs GIF Gymnastikförening (Varbergs GIF Gymnastik). 

## Historik
Varbergs Gymnastik- och Idrottsförening bildades den 28 maj 1905. Strax därefter tog man även upp fotboll på programmet. Samma år var föreningen med och bildade Hallands Idrottsförbund, efter inbjudan av IF Kamraterna, Halmstad. 
Den 27 augusti 1905 inbjöd man till de första mästerskapstävlingarna i allmän idrott. Det framgick att även en fotbollsmatch mellan Varbergs GIF och Falkenbergs IK skulle spelas. Inga tävlingsresultat finns dock bevarade och det är okänt om fotbollsmatchen blev av. Det dröjde till den 17 juni 1906, innan den första fotbollsmatchen dokumenterades som seger för falkenbergsklubben med 4–1.
Under 1910-talet bedrevs sparsam idrottsverksamhet, delvis beroende på första världskriget 1914–1918. 1920 bildades den organisation vars namn två år senare fastställdes till Varbergs Gymnastik- och Idrottsförening, sedan verksamheten under några år varit splittrad i ett antal specialföreningar för fotboll, gymnastik och allmän idrott. Det beslutades, att föreningen i fråga om gymnastik och idrott skulle arbeta under namnet Varbergs Gymnastik- och Idrottsförening.
Fotbollsföreningen Varbergs GIF FF (tidigare namn) försattes i konkurs i december 2007, då skatteskulder från dess second hand-försäljning ej kunnat betalas. Efter rekonstruktion ändrades namnet till Varbergs GIF Fotboll och second handförsäljningen kunde återupptas efter ett anbudsförfarande.

## Fotboll
Varbergs GIF vann säsongen 1923/24 division två Sydsvenska serien, en poäng före Malmö FF och tre poäng före Halmstads BK. Sex lag deltog, varav fem från Halland. GIF fick kvala till den första upplagan av Allsvenskan men förlorade båda kvalmatcherna mot Fässberg. 0-1 borta och 1-2 hemma. Fässberg nekades sedan spel i Allsvenskan av ekonomiska skäl men den lediga platsen erbjöds inte kvalmotståndaren Varbergs GIF utan Landskrona BoIS. 
Herrlaget i fotboll kvalade 2005 till Div 2, dock utan framgång. På grund av ovannämnda ombildning av fotbollsföreningen, spelade A-laget från 2008 i Div 6 Norra. 2011 hade man avancerat till Div 4 Elit Halland, där man blir kvar efter att ha missat chansen till uppflyttning. 
Dräkten består av röd tröja och blå byxor och hemmaarena är Påskbergsvallen som rymmer drygt 6 000 åskådare.
Klubben har genom åren försett de högre divisionerna med ett antal goda spelare, bland dem Stefan Selakovic, som med 12 A-landskamper i meritförteckningen har sina rötter i Varbergs GIF. 
Damlaget startade i Div IV Norra Halland 1978, nådde Div I Södra 1992 och höll sig kvar där, men tvingades till nedläggning 1998 efter vad jubileumsboken kallar en "massflykt" från laget. Detta sedan man 1997 varit hårsmånen från att kvala in till Damallsvenskan.

## Friidrott
Varbergsfödde Sven Nylander kallas i jubileumsboken "fixstjärnan i Varbergs GIF:s hundraårsgalleri" och är tillsammans med simstjärnan Kate Jobson den som främst placerat föreningen i rampljuset, men flera segrar i SM och NM har noterats av "giffare" genom åren. 
Lennart Svenssons SM-guld i femkamp 1950 (en nu nedlagd gren) kan nämnas liksom Arne Erikssons SM-silver i längdhopp 1958 med resultatet 7,34. Som junior erövrade Arne inte mindre än 5 SM-guld, fyra i tresteg och ett i längdhopp.
Varbergstjejen Linda Berntsson hade stora framgångar under 2005, gjorde 6,09 i längd och deltog i junior-EM. Vid senior-SM 2007 blev hon trea och deltog senare i Finnkampen. Hon bor ännu i Varberg men tränar 2008 med Mölndals AIK, som hon nu också representerar.

## Gymnastik
Jubileumsboken 1905–2005 berättar: 
- att gymnastikövningarna 1906 ägde rum i gymnastiksalen på Varbergs fästning. 1923 redovisas 100-talet deltagare och 15 år senare, 1938, kan man notera 5 700 besök i motionsgymnastiken.
- att en flickgrupp i gymnastik startas 1960 samt att barngymnastiken 6 år senare står för en uppvisning, medan pojkarna får vänta till 1972 på en egen avdelning.
- att en så kallad showgrupp i gymnastik 1990 framträder i Folkets Hus, Varberg samt att damerna detta år står som seriesegrare i div. III samtidigt som herrarna vinner div. IV, varvid båda uppflyttas till en högre serie.

## Simning
Varbergs GIF arrangerade i Varbergs Simstadion ett flertal SM-simningar mellan 1945 och 1970. Välbesökta arrangemang var också de så kallade Eldfesterna i klubbens regi. 
1976 förenades Varbergs GIF:s simsektion (Sim-GIF) med Varbergs Sim- och Livräddningssällskap (VSLS) i en ny organisation kallad Varbergs Sim. Senare bildades tillsammans med Falkenbergs simmare Föreningen Varberg-Falkenberg Sim, med någon förkortning kallad Varberg-Falkenberg Sim.
Kate Jobson var Sim-GIF:s stora namn under 1950-talet, då hon utöver guldmedaljen på 100 meter frisim i Budapest 1954 vann 6 SM-titlar 1956–1959 och 1958 utsågs till Årets Idrottskvinna. 